# Municipio de White (Kansas)
El municipio de White (en inglés: White Township) es un municipio ubicado en el condado de Kingman en el estado estadounidense de Kansas. En el año 2010 tenía una población de 391 habitantes y una densidad poblacional de 4,5 personas por km².

## Geografía
El municipio de White se encuentra ubicado en las coordenadas 37°41′31″N 98°4′46″O / 37.69194, -98.07944. Según la Oficina del Censo de los Estados Unidos, el municipio tiene una superficie total de 86.97 km², de la cual 86,97 km² corresponden a tierra firme y (0 %) 0 km² es agua.

## Demografía
Según el censo de 2010, había 391 personas residiendo en el municipio de White. La densidad de población era de 4,5 hab./km². De los 391 habitantes, el municipio de White estaba compuesto por el 97,7 % blancos, el 2,05 % eran de otras razas y el 0,26 % eran de una mezcla de razas. Del total de la población el 5,37 % eran hispanos o latinos de cualquier raza.